# Metaphire musica
Metaphire musica (ursprüngliche Kombination Megascolex musicus, häufige Synonyme Perichaeta musica und Pheretima musica) ist eine Art von Wenigborstern aus der Familie der Megascolecidae (Riesenregenwürmer) in der Ordnung der Crassiclitellata (Regenwürmer im weiteren Sinne), die auf der Insel Java verbreitet ist und eine Länge von 57 cm erreicht. Ihren Namen hat sie bekommen, weil sie nachts mit ihren Borsten auffällige schrille Töne erzeugt.

## Merkmale
Der zylindrische, längliche Körper von Metaphire musica wird etwa 57 cm lang und erreicht direkt hinter dem Clitellum einen Umfang von etwa 4,8 cm, wobei ausgewachsene Tiere rund 166 ringförmige Segmente haben. Die Haut des Regenwurms ist oberseits gräulich-blau bis bleifarben, unterseits blasser und rötlich, das Clitellum bräunlich, die Geschlechtsöffnungen und der Mund gelblich. Das ringförmige Clitellum umfasst drei Segmente vom 14. bis zum 16. Segment. Ab der Furche zwischen dem 12. und 13. Segment sitzt am Hinterrand jeder Furche bis zur vorletzten eine Dorsalpore. Der Kopf ist tanylobisch geformt: Ein Fortsatz des Prostomiums (Kopflappens) erstreckt sich über fast das ganze Peristomium hinweg bis zum nachfolgenden Segment. Um jedes Segment mit Ausnahme derjenigen des Clitellums verläuft jeweils ein Ring mit bis zu 100 Borsten.
Im 26. Segment befinden sich beiderseits des Darms bis zu sechs Darmblindsäcke, von denen der oberste am längsten und als einziger stets vorhanden ist.
An der Bauchseite des Zwitters sitzt am 14. Segment eine einzelne kleine weibliche Geschlechtsöffnung und am 18. Segment ein Paar großer schlitzförmiger männlicher Geschlechtsöffnungen. Der Regenwurm hat zwei Paar Hoden, die sich im 11. und 12. Segment befinden. Bei diesen beginnen die Spermienleiter mit zwei Paar Wimpertrichtern und führen zu den beiden männlichen Ausgängen, in die auch die beiden großen, aus vielen Lappen bestehenden Prostatadrüsen münden. Die bündelartigen Eierstöcke sind als ein Paar im 14. Segment an der Hinterseite der 13. Scheidewand aufgehängt. Es gibt zwei Paar Receptacula seminis, die aus einer großen, birnenförmigen Ampulle und einem langen, gewundenen Schlauch bestehen und in den Falten zwischen dem 7. und 8. Segment sowie dem 8. und 9. Segment nach außen münden.

## Verbreitung, Lebensraum und Lebensweise
Metaphire musica ist in Bergwäldern der indonesischen Insel Jawa und auf Flores heimisch. Hier lebt sie in humusreichen Waldböden, wo sie sich als anözische Art in mehr oder weniger permanenten Gangsystemen mehrere Meter tief in den Boden graben kann, sich aber von der Laubstreu auf dem Waldboden ernährt. Regenwürmer dieser ökologischen Gruppe zeichnen sich durch niedrige Reproduktionszahlen aus. Andererseits ist Metaphire musica auch oft dabei beobachtet worden, dass sie auf Bäume und die dort epiphytisch wachsenden Nestfarne (Asplenium spp.) klettert, um an Wasser zu kommen oder auch aus unbekannten Gründen.
Der Regenwurm ist in Jawa dadurch bekannt, dass er des Nachts durch Reibung seiner Borsten an hartem Substrat schrille, unterbrochene Töne erzeugt. Hierher leitet sich sein Artname Metaphire musica und der einheimische Name tjatjing sondarie (indonesisch cacing sonari) ab.
Die im westlichen Jawa und auf Sumatera heimische Metaphire longa ist eine sehr ähnliche Art, die bisweilen auch als cacing sonari bezeichnet wird.

## Nutzung durch den Menschen
Metaphire musica wird in gekochter oder pulverisierter Form in der traditionellen Medizin verwendet, insbesondere als Mittel gegen Fieber. Das Absammeln der Riesenregenwürmer wird inzwischen als potentielle Bedrohung für die Art wie auch – durch Beschädigung der Pflanzen – für das gesamte Ökosystem angesehen. Deswegen wird an Möglichkeiten der Regenwurmzucht geforscht.